# Stone County, Mississippi
Stone County är ett administrativt område i delstaten Mississippi, USA, med 17 786 invånare. Den administrativa huvudorten (county seat) är Wiggins.

## Geografi
Enligt United States Census Bureau har countyt en total area på 1 160 km². 1 153 km² av den arean är land och 7 km² är vatten.

### Angränsande countyn
- Perry County - nordost
- George County - öst
- Jackson County - sydost
- Harrison County - syd
- Pearl River County - väst
- Forrest County - nordväst